# カイル・マラー
- カイル・ミュラー[1]
- カイル・ミューラー[2]

カイル・ダグラス・マラー（Kyle Douglas Muller、1997年10月7日 - ）は、アメリカ合衆国テキサス州ダラス出身のプロ野球選手（投手）。左投右打。中日ドラゴンズ所属。

## 経歴

### プロ入りとブレーブス時代
2016年のMLBドラフトで、同じく高校生投手のイアン・アンダーソンに続き、2巡目でアトランタ・ブレーブスから指名を受けプロ入り。また、同期同球団の高校生投手としてブライス・ウィルソンが4巡目で指名されている。契約金は250万ドル。
2016年から2020年のマイナー時代は先発として起用されている。2018年シーズンに平均球速が上昇したことで、MLB.comによるプロスペクトランキングが12位から7位に上昇。2019年にダブルAで22試合に先発して防御率3.14という好成績を収めたことから、同ランキングが6位に。2020年の代替トレーニング地時代には100mph近い球速を記録し、同ランキングが5位に上昇した。また、2020年オフに40人枠に追加された。
2021年6月21日に先発のタッカー・デービッドソンが故障者リスト入りし、入れ替わりでマラーがメジャーに昇格。同日行われたボストン・レッドソックス戦で救援投手としてメジャーデビューを果たす。この試合では1.0回を投げて2失点だった。6月21日ニューヨーク・メッツとのダブルヘッダー1試合目でメジャー初先発し、4.0回を投げて1失点で敗戦投手となった。この登板から中5日で6月27日のシンシナティ・レッズ戦でも先発登板し、5回を無失点に抑えメジャー初勝利を挙げた。

### アスレチックス時代
2022年12月12日にブレーブスとオークランド・アスレチックス、ミルウォーキー・ブルワーズとの3チーム間トレードで、マニー・ピーニャ、フレディ・ターノック、ロイバー・サリナスと共にアスレチックスへ移籍した。
2023年3月30日のロサンゼルス・エンゼルスとの開幕戦では、開幕投手を務めた。

### 中日時代
2024年12月20日に中日ドラゴンズと契約を結んだことが発表された。背番号は93。推定年俸は1億円。

## 選手としての特徴
201cmの長身から繰り出される最速97.3mph（約156.6km/h）・平均90mph台中盤の速球が最大の武器で、その他にカーブ、スライダー、チェンジアップを使用する。スライダーは2020年から使用し始めた。
マイナー時代では2019年に9.7、2021年に11.8という高い奪三振率を記録している一方、2019年・2021年ともに5.5という高い与四球率も記録しており、メジャーのローテーションに加わるにはコマンド能力の課題の解消が必要とされている（2021年）。
兄のクリス・マラーも投手としてタンパベイ・レイズからドラフト指名を受け入団、2023年5月にはドリュー・ラスムッセンの故障を受けメジャーロースターに登録されたが登板機会のないまま3日後にピート・フェアバンクスの負傷者リストからの復帰に伴いアクティブロースターから外れ、その後さらにジョー・ラソーサのメジャー昇格に伴い放出された。その後は国内独立リーグを経てメキシカン・リーグでプレーしている。

## 詳細情報

### 年度別投手成績
| 年 度    | 球 団    | 登 板 | 先 発 | 完 投 | 完 封 | 無 四 球 | 勝 利 | 敗 戦 | セ 丨 ブ | ホ 丨 ル ド | 勝 率 | 打 者 | 投 球 回 | 被 安 打 | 被 本 塁 打 | 与 四 球 | 敬 遠 | 与 死 球 | 奪 三 振 | 暴 投 | ボ 丨 ク | 失 点 | 自 責 点 | 防 御 率 | W H I P |
| -------- | -------- | ----- | ----- | ----- | ----- | -------- | ----- | ----- | -------- | ----------- | ----- | ----- | -------- | -------- | ----------- | -------- | ----- | -------- | -------- | ----- | -------- | ----- | -------- | -------- | ------- |
| 2021     | ATL      | 9     | 8     | 0     | 0     | 0        | 2     | 4     | 0        | 0           | .333  | 155   | 36.2     | 26       | 2           | 20       | 1     | 2        | 37       | 9     | 0        | 17    | 17       | 4.17     | 1.25    |
| 2022     | ATL      | 3     | 3     | 0     | 0     | 0        | 1     | 1     | 0        | 0           | .500  | 59    | 12.1     | 13       | 2           | 8        | 0     | 0        | 12       | 2     | 0        | 11    | 11       | 8.03     | 1.70    |
| 2023     | OAK      | 21    | 13    | 0     | 0     | 0        | 1     | 5     | 0        | 0           | .167  | 372   | 77.0     | 112      | 16          | 39       | 1     | 3        | 56       | 3     | 1        | 65    | 65       | 7.60     | 1.96    |
| 2024     | OAK      | 21    | 0     | 0     | 0     | 0        | 0     | 1     | 0        | 0           | .000  | 202   | 49.1     | 48       | 6           | 10       | 3     | 1        | 36       | 1     | 0        | 25    | 22       | 4.01     | 1.18    |
| MLB：4年 | MLB：4年 | 54    | 24    | 0     | 0     | 0        | 4     | 11    | 0        | 0           | .267  | 788   | 175.1    | 199      | 26          | 77       | 5     | 6        | 141      | 15    | 1        | 118   | 115      | 5.90     | 1.57    |

- 2024年度シーズン終了時

### 年度別守備成績
| 年 度 | 球 団 | 投手（P） | 投手（P） | 投手（P） | 投手（P） | 投手（P） | 投手（P） |
| 年 度 | 球 団 | 試 合     | 刺 殺     | 補 殺     | 失 策     | 併 殺     | 守 備 率  |
| ----- | ----- | --------- | --------- | --------- | --------- | --------- | --------- |
| 2021  | ATL   | 9         | 0         | 2         | 0         | 0         | 1.000     |
| 2022  | ATL   | 3         | 0         | 1         | 0         | 0         | 1.000     |
| 2023  | OAK   | 21        | 4         | 5         | 2         | 0         | .818      |
| 2024  | OAK   | 21        | 5         | 4         | 1         | 0         | .900      |
| MLB   | MLB   | 54        | 9         | 12        | 3         | 0         | .875      |

- 2024年度シーズン終了時

### 記録

#### NPB
初記録
投手記録
- 初登板・初先発登板：2025年4月1日、対読売ジャイアンツ1回戦（バンテリンドームナゴヤ）、5回1失点で勝敗つかず[10]
- 初奪三振：同上、1回表にオコエ瑠偉から空振り三振
- 初勝利・初先発勝利：2025年5月29日、対東京ヤクルトスワローズ11回戦（明治神宮野球場）、7回無失点[11]

打撃記録
- 初打席：2025年4月1日、対読売ジャイアンツ1回戦（バンテリンドームナゴヤ）、3回裏に井上温大から見逃し三振
- 初安打：2025年8月1日、対広島東洋カープ15回戦（MAZDA Zoom-Zoom スタジアム広島）、3回表に髙太一から左翼線二塁打[12]

### 背番号
- 66（2021年 - 2022年）
- 39（2023年 - 2024年）
- 93（2025年[9] - ）